# ロイヤル・ハント
ロイヤル・ハント（Royal Hunt）は、デンマーク出身のハードロック・バンド。
主に「ネオクラシカルメタル」「プログレッシブ・メタル」といった分野を開拓し、活動初期から日本でも人気を博した。

## 概要
1988年、首都コペンハーゲンにて、アンドレ・アンダーセンを中心に前身バンドとなる「APART」を結成。1989年、ヘンリック・ブロックマン(Vo)加入を機に現行名に改名。
デビューアルバム『ランド・オブ・ブロークン・ハーツ』を代表とするメロディアスなサウンドで人気を得る。近年もヨーロッパでは安定した支持があるバンドである。
日本では1994年からプロレスラーの蝶野正洋が入場テーマとして、ロイヤル・ハントの楽曲『マーシャルアーツ』が『CRUSH』の名称で使用され、プロレスファンを取り込んだ形で人気を博した（後述）。
1994年に初来日。以来たびたび来日し、2009年と2015年の「LOUD PARK」にも出演している。近年では2018年の14thアルバム『キャスト・イン・ストーン』を伴うツアーで、結成25周年も記念した来日公演を開催している。

## メンバー
※2019年4月時点

### 現ラインナップ
- アンドレ・アンダーセン (André Andersen) - キーボード（1989年- ）
- D. C. クーパー (D. C. Cooper) - ボーカル（1994年-1999年、2011年- ）
- ヨナス・ラーセン (Jonas Larsen) - ギター（2011年- ）
- アンドレアス・パスマーク (Andreas Passmark) - ベース（2009年- ）
- アンドレアス・ヨハンソン (Anders Johansson) - ドラムス（2015年- ）[3]

### 旧メンバー
- ヘンリック・ブロックマン (Henrik Brockmann) - ボーカル（1989年-1994年）
- スティーン・モーゲンセン (Steen Mogensen) - ベース（1989年-2004年）
- ケネス・オールセン (Kenneth Olsen) - ドラムス（1989年-1996年、2005年-2007年）
- ヘンリック・ヨハンセン (Henrik Johannessen) - ギター（1992年）
- ヤコブ・キエール (Jacob Kjaer) - ギター（1992年-2004年）
- アラン・ソーレンセン (Allan Sorensen) - ドラムス（1996年-2000年、2007年-2014年）
- ジョン・ウェスト (John West) - ボーカル（1999年-2007年）
- アラン・チカヤ (Allan Tschicaja) - ドラムス（2000年-2005年）
- マーカス・イデル (Marcus Jidell) - ギター（2005年-2010年）
- ペア・シェランダー (Per Schelander) - ベース（2005年-2009年）
- マーク・ボールズ (Mark Boals) - ボーカル（2007年-2011年）

## ディスコグラフィ

### スタジオ・アルバム
- 『ランド・オブ・ブロークン・ハーツ』 - Land of Broken Hearts (1992年)
- 『クラウン・イン・ザ・ミラー』 - Clown in the Mirror (1993年)
- 『ムーヴィング・ターゲット』 - Moving Target (1995年)
- 『パラドックス』 - Paradox (1997年)
- 『フィア』 - Fear (1999年)
- 『ザ・ミッション』 - The Mission (2001年)
- 『アイウィットネス』 - Eyewitness (2003年)
- 『ペイパー・ブラッド』 - Paper Blood (2005年)
- 『コリジョン・コース～パラドックスII』 - Collision Course... Paradox 2 (2008年)
- 『X』 - X (2010年)
- 『ショウ・ミー・ハウ・トゥ・リヴ』 - Show Me How To Live (2011年)
- 『ア・ライフ・トゥ・ダイ・フォー』 - A Life To Die For (2013年)
- 『デヴィルズ・ダズン』 - Devil's Dozen (2015年)
- 『キャスト・イン・ストーン』 - Cast in Stone (2018年)
- 『ディストピア・パートI』 - Dystopia'（2020年）
- 『ディストピア・パートII』 - Dystopia Part II'（2022年）

### ライブ・アルバム
- 『ロイヤル・ハント 1996 〜ライヴ イン ジャパン〜』 - Double Live (1996年)
- 『パラドックス・ライヴ〜クロージング・ザ・チャプター〜』 - Closing the Chapter (1998年)
- 『ライヴ2006』 - Live 2006 (2006年)
- 『カーゴ～ライヴ2015』 - Cargo (2016年)
- 2016 Live (2017年)

### EP / ミニ・アルバム
- 『ザ・マキシシングル』 - The Maxi (1993年)
- 『ファーラウェイ』 - Away (1995年)
- 『メッセージ・トゥ・ゴッド』 - Message to God (1997年) - シングル
- 『インターヴェンション』 - Intervention (2000年)
- 『ザ・ウォッチャーズ』 - The Watchers (2001年)

### コンピレーション・アルバム
- 『ザ・ベスト』 - The Best (1998年)
- 『ザ・ベスト・ライヴ』 - The Best Live (1998年)
- 『オン・ザ・ミッション・2002～ザ・ベリー・ベスト・オブ・ザ・ロイヤル・ハント』 - On The Mission (2002年)
- Heart of the City : Best of 1992-1999 (2012年)
- 『ザ･ベスト･オヴ･ロイヤル･ワークス1992-2012～20thアニヴァーサリー』 - 20th Anniversary (2012年)

## プロレスのテーマ曲
- 蝶野正洋 - 「蝶野が武闘派転向を模索中ヨーロッパへ旅立ち、コペンハーゲンのライヴハウスでアンドレを紹介してもらい、その際に楽曲依頼をした。アンドレは1st収録の『MARTIAL ARTS』を提供した」とされる[4]。後にロング・ヴァージョン化した「CRASH～戦慄～」として発売された。
- 武藤敬司 - 武藤の旧入場テーマ「TRIUMPH～伝説～」（EDIT Ver.・FULL Ver.の2種類）もアンドレが提供。クレジットはAndré Andersen SOLO PROJECT。